# グリソン
グリソン（Grison vittata）は中央アメリカ・南アメリカ北部に分布するイタチ科の動物。

## 特徴
体長47-55cm、尾長14-20cm。顔にはアナグマに似た模様がある。生息地は熱帯林や草原。雑食性。適応力が高く、機敏に走り、泳ぎ、木に登ったりする。単独またはつがいで生活。危険が迫った時には不快な匂いを放つ。